# Hakuin Ekaku

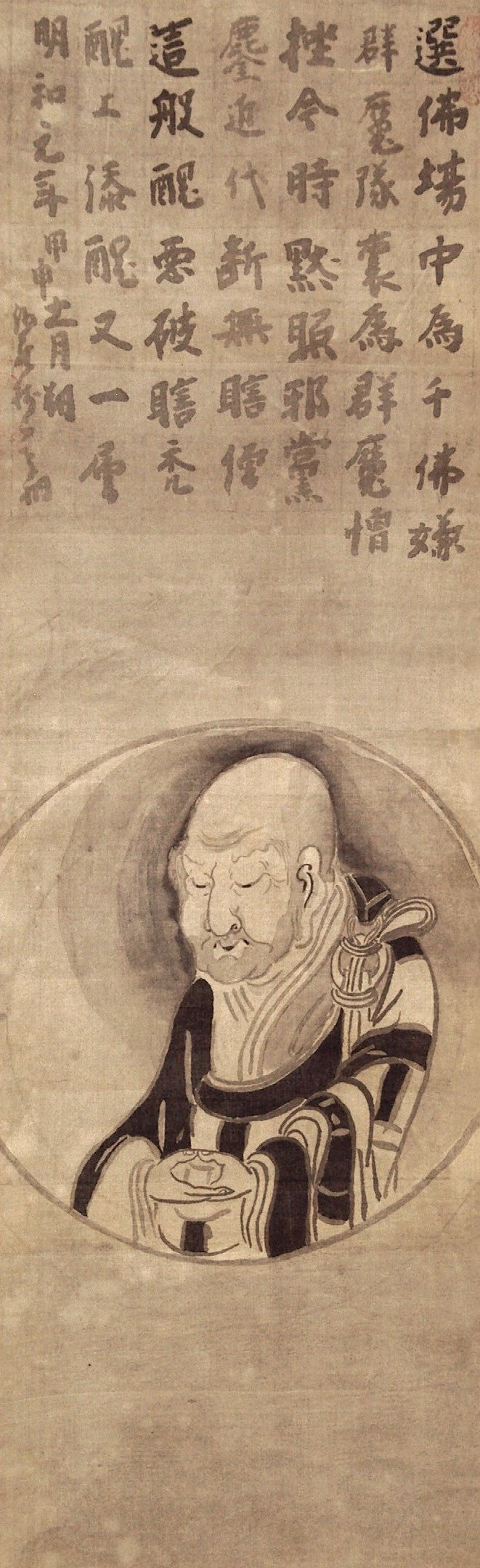
Un autoritratto di Hakuin Ekaku del 1764 (Eisei Bunko Museum, Tokyo)

(Hakuin)
Hakuin Ekaku (白隠慧鶴, anche Hakuin Zenji 白隠禅師; Hara, 1686 – Hara, 1769) è stato un monaco buddhista e maestro zen giapponese.

## La vita e le opere
Nato in una famiglia di samurai, all'età di sette anni Hakuin ebbe l'occasione di ascoltare insieme alla madre, presso un tempio buddista Nichiren, un sermone in cui venivano descritte le pene dell'inferno a cui sarebbero stati condannati i malvagi. Un'esperienza profonda che turbò il giovane Hakuin. 
A quindici anni decise dunque di farsi monaco, contro il volere dei suoi genitori, entrando nel monastero Zen Rinzai, lo Shoin-ji (松蔭寺), del suo villaggio ad Hara (Prefettura di Shizuoka). Studiò il Sutra del Loto (妙法蓮華經, Myōhō Renge Kyō) che tuttavia non apprezzò se non come un banale insieme di racconti sul karma (giapponese 業 gō). A diciannove anni lesse di come morì il grande maestro cinese Yántóu Quánhuō ( 巖頭全豁, 828—887) perdendo di conseguenza ogni fede e allontanandosi per alcuni anni dalla pratica religiosa. 
Iniziò l'attività di monaco itinerante giungendo al tempio Eigen-ji (永源寺) dove, all'eta di ventidue anni, ebbe una prima esperienza del kenshō (見性) leggendo un sutra, esperienza che approfondì con l'esercizio del kōan Mu del maestro cinese Zhàozhōu Cóngshěn (趙州從諗, giapp. Jōshū Jūshin, 778-897), kōan che 'esplose' nella sua "rivelazione" al suono delle campane del tempio. Profondamente colpito da questa esperienza ritenne che fosse unica al mondo e di essere quindi profondamente illuminato, tuttavia l'abate del tempio si rifiutò di certificarla. 
Si recò quindi da un famoso maestro, Dōkyō Etan (道鏡慧端, 1642-1721), che ritenendo Hakuin particolarmente dotato lo prese con sé trattandolo, come è costume nello Zen, nel modo più duro. Arrivando a picchiarlo e a gettarlo nel fango più volte. Ormai prossimo all'esaurimento, durante la questua quotidiana incontrò una vecchia che gli rifiutò l'elemosina e rimasto impalato davanti alla sua porta fu aggredito a colpi di bastone dalla stessa e cadde svenuto per terra. Ebbe in quella circostanza finalmente l'illuminazione più profonda. Tornato da Dōkyō, il maestro capì subito lo stato di Hakuin e gli chiese "Dammi subito la buona notizia!". Ascoltato il racconto di Hakuin gli rispose 'Finalmente ci sei!'. 
Ma le prove di Hakuin furono davvero dure e dopo queste esperienze, ebbe ogni sorta di disturbi nevrotici, paure ed incubi. Consigliato, raggiunse dopo una scalata molto faticosa l'eremita Hakuyu (白幽) che viveva su un'impervia montagna. Questi lo curò con la tecnica del Campo di cinabro (giapponese 丹田 tanden) restituendogli l'equilibrio mentale. Nel 1718 tornò finalmente nel monastero da dove era partito, lo Shoin-ji di Hara dove ebbe un'ulteriore profonda illuminazione che lo portò a riconsiderare il valore profondo del Sutra del Loto avendone, a sua detta, penetrato il significato. 
Accolse numerosi discepoli e partì numerose volte per delle conferenze che avevano come obiettivo la riforma dello Zen Rinzai del ramo  Yōgi (楊岐) a cui conferì la forma attuale. Hakuin si batté fino alla sua morte, avvenuta nel 1769, per far tornare lo Zen Rinzai alla sua purezza originaria di sola pratica meditativa (zazen) e di kōan eliminando le pratiche jōdo (浄土) che avevano preso piede nei monasteri Zen Rinzai del suo tempo. 
Insegnò lo Zen anche ai contadini e lascio numerose opere scritte tra cui:
- Hakuin Zenji Zazenwasan (白隠禅師座禅和讃, L'inno allo zazen del maestro Hakuin);
- Orategama (遠羅天釜, La teiera lavorata a sbalzo);
- Dokugo shingyō (毒語心経, Parole velenose per il cuore);
- Yasenkanna (夜船閑話, Colloqui notturni su una barca).

Di lui è noto il kōan "del suono di una sola mano":
Tutti i maestri Zen Rinzai oggi conservano nel loro lignaggio il nome di Hakuin.